# Adrien de Gerlache
Barun Adrien Victor Joseph de Gerlache de Gomery (Hassel, Belgija, 2. kolovoza 1866. – Bruxelles, Belgija, 4. prosinca 1934.) bio je časnik u belgijskoj Kraljevskoj mornarici koji je vodio belgijsku ekspediciju Antarktika od 1897. do 1899.